# Karol Szołowski
Karol Zygmunt Szołowski (ur. 1908 w Warszawie, zm. 1942 w Samarkandzie), ps. Norwid – polski reżyser i scenarzysta. 

## Życiorys
Był synem Ignacego Gustawa Szołowskiego i Heleny z domu Liedtke. W latach 30. XX wieku był członkiem awangardowego Stowarzyszenia Miłośników Filmu Artystycznego „Start”, później zaś Spółdzielni Autorów Filmowych. Od 5. numeru był redaktorem „Reportera Filmowego”. Zmarł na tyfus. Symboliczny grób reżysera znajduje się na Cmentarzu Powązkowskim w Warszawie. 
1 lipca 1935 w kościele Świętego Krzyża w Warszawie ożenił się z Marią z Pękosławskich, córką Stanisława Franciszka Pękosławskiego i Leontyny ze Śliwowskich.

## Filmografia
- Lato ludzi, 1933 – impresja filmowa (reżyseria)[8]
- Młode jutro, 1935 (realizacja i produkcja)[9]
- Niewidzialny promień, 1936[10]
- U Łemków, 1936 – dokument etnograficzny i krajoznawczy (współreżyseria z Romanem Banachem)[11]
- Widzę Cię we wspomnieniu, 1936 – impresja filmowa o Stefanie Żeromskim (reżyseria)[12]
- Do zwycięstwa, 1937 (realizacja i produkcja)[13]
- Podchorążowie, 1937 – reportaż (realizacja i produkcja)[14]
- Poranek, 1937 – impresja filmowa (realizacja i produkcja)[15]
- Potrzeba dróg, 1937 (realizacja i produkcja)[15]
- Wśród Polaków we Francji, 1938 – reportaż z życia Polaków we Francji (realizacja)[16]
- Strachy, 1938 (współreżyseria z Eugeniuszem Cękalskim, scenariusz)[17]
- Nad Niemnem, 1939 (współreżyseria z Wandą Jakubowską)[18]